# Cassandre de Corint
Cassandre de Corint (en llatí Cassander, en grec antic Κάσσανδρος) fou un mercader corinti que amb el seu compatriota Agatí, al front de quatre vaixells que formaven part de l'esquadra de Taurió, va entrar al port de Lèucada on va ser traïdorament agafat per pirates il·liris i enviat al rei Escerdílides que es queixava de què el rei Filip V de Macedònia no li havia pagat la suma promesa pels seus serveis a la guerra social, i havia enviat 15 naus per dedicar-se a la pirateria i compensar, segons diu Polibi. La seva sort final és desconeguda.